# Мезоберень
Мезоберень (угор. Mezőberény) — місто в медьє Бекеш в Угорщині. Місто займає площу 118,53 км², на якій проживає 11 591 мешканців.
| Угорщина | Це незавершена стаття з географії Угорщини. Ви можете допомогти проєкту, виправивши або дописавши її. |